# Манфред Бургсмюллер
Манфред Бургсмюллер (нім. Manfred Burgsmüller, нар. 22 грудня 1949, Ессен) — західнонімецький футболіст, що грав на позиції нападника.
Виступав, зокрема, за «Боруссію» (Дортмунд) та «Вердер», а також національну збірну ФРН.

## Клубна кар'єра
У дорослому футболі дебютував 1968 року виступами за команду клубу «Рот-Вайс» (Ессен), в якій провів три сезони, взявши участь у 12 матчах чемпіонату.
Згодом з 1971 по 1974 рік грав у складі «Баєра Юрдінген», після чого повернувся в «Рот-Вайс» (Ессен), а 1976 року знову недовго пограв за «Баєр Юрдінген».
У жовтні 1976 року Бургсмюллер перейшов в «Боруссію» (Дортмунд). У цьому клубі він грав виключно на позиції півзахисника, однак забивав не менше 15 голів за сезон. У сезоні 1980/81 він показав свій найкращий результат у Бундеслізі — 27 голів, лише на два менше, ніж у Карла-Гайнца Румменігге, який грав за «Баварію» (Мюнхен), що стала чемпіоном. Всього відіграв за дортмундський клуб сім сезонів своєї ігрової кар'єри. Більшість часу, проведеного у складі «Боруссії», був основним гравцем атакувальної ланки команди. У складі «Боруссії» був одним з головних бомбардирів команди, маючи середню результативність на рівні 0,6 голу за гру першості.
Після єдиного сезону 1983/84, проведеного за «Нюрнберг», Бургсмюллер перейшов в клуб другої Бундесліги «Рот-Вайс» (Обергаузен). Він допоміг команді уникнути вильоту в нижчий дивізіон, забивши за сезон 29 голів і став найкращим бомбардиром другої Бундесліги.
У листопаді 1985 року Бургсмюллер, у віці майже 36 років, повернувся у перший дивізіон. Ветеран зіграв за «Вердер» 115 матчів, забив 34 голи і став чемпіоном країни в сезоні 1987/88, а також виграв Суперкубок ФРН. Завершив професійну кар'єру футболіста виступами за команду «Вердер» у 1990 році.
Всього в Бундеслізі Бургсмюллер зіграв 447 матчів, в яких забив 213 голів.

## Виступи за збірну
16 листопада 1977 року дебютував в офіційних матчах у складі національної збірної Німеччини в зустрічі проти Швейцарії (4:1). У наступному місяці, 14 грудня 1977 року в Дортмунді, він зіграв за збірну проти Уельсу (1:1), проте закріпитись в головній команді не зумів і 22 лютого 1978 року в Мюнхені проти Англії (2:1) провів свій третій і останній матч за збірну, вийшовши на заміну.

## Статистика
| Клуб                  | Сезон               | Ліга | Ліга | Кубок ФРН | Кубок ФРН | Єврокубки | Єврокубки | Інші | Інші | Разом | Разом |
| Клуб                  | Сезон               | Ігри | Голи | Ігри      | Голи      | Ігри      | Голи      | Ігри | Голи | Ігри  | Голи  |
| --------------------- | ------------------- | ---- | ---- | --------- | --------- | --------- | --------- | ---- | ---- | ----- | ----- |
| Рот-Вайс (Ессен)      | 1968/69             | 2    | 0    | 0         | 0         | -         | -         | 0    | 0    | 2     | 0     |
| Рот-Вайс (Ессен)      | 1969/70             | 8    | 0    | 0         | 0         | 0         | 0         | 0    | 0    | 8     | 0     |
| Рот-Вайс (Ессен)      | 1970/71             | 2    | 0    | 0         | 0         | 0         | 0         | 0    | 0    | 2     | 0     |
| Рот-Вайс (Ессен)      | Разом               | 12   | 0    | 0         | 0         | 0         | 0         | 0    | 0    | 12    | 0     |
| Баєр 05               | 1971/72             | 34   | 22   | 0         | 0         | -         | -         | 0    | 0    | 34    | 22    |
| Баєр 05               | 1972/73             | 33   | 29   | 0         | 0         | -         | -         | 0    | 0    | 33    | 29    |
| Баєр 05               | 1973/74             | 34   | 29   | 0         | 0         | -         | -         | 0    | 0    | 34    | 29    |
| Баєр 05               | Разом               | 101  | 80   | 0         | 0         | 0         | 0         | 0    | 0    | 101   | 80    |
| Рот-Вайс (Ессен)      | 1974/75             | 34   | 18   | 6         | 5         | 0         | 0         | 0    | 0    | 40    | 23    |
| Рот-Вайс (Ессен)      | 1975/76             | 30   | 14   | 1         | 0         | 0         | 0         | 0    | 0    | 31    | 14    |
| Рот-Вайс (Ессен)      | Разом               | 64   | 32   | 7         | 5         | 0         | 0         | 0    | 0    | 71    | 37    |
| Баєр 05               | 1976/77             | 7    | 1    | 2         | 3         | -         | -         | 0    | 0    | 9     | 4     |
| Баєр 05               | Разом               | 7    | 1    | 2         | 3         | 0         | 0         | 0    | 0    | 9     | 4     |
| Усього за «Баєр 05»   | Усього за «Баєр 05» | 108  | 81   | 2         | 3         | 0         | 0         | 0    | 0    | 110   | 84    |
| Боруссія (Дортмунд)   | 1976/77             | 24   | 14   | 2         | 0         | 0         | 0         | 0    | 0    | 26    | 14    |
| Боруссія (Дортмунд)   | 1977/78             | 34   | 20   | 2         | 1         | 0         | 0         | 0    | 0    | 36    | 21    |
| Боруссія (Дортмунд)   | 1978/79             | 33   | 15   | 5         | 5         | 0         | 0         | 0    | 0    | 38    | 20    |
| Боруссія (Дортмунд)   | 1979/80             | 34   | 20   | 6         | 9         | 0         | 0         | 0    | 0    | 40    | 29    |
| Боруссія (Дортмунд)   | 1980/81             | 33   | 27   | 3         | 1         | 0         | 0         | 0    | 0    | 36    | 28    |
| Боруссія (Дортмунд)   | 1981/82             | 34   | 22   | 3         | 4         | 0         | 0         | 0    | 0    | 37    | 26    |
| Боруссія (Дортмунд)   | 1982/83             | 32   | 17   | 5         | 3         | 2         | 0         | 0    | 0    | 39    | 20    |
| Боруссія (Дортмунд)   | Разом               | 224  | 135  | 26        | 23        | 2         | 0         | 0    | 0    | 252   | 158   |
| Нюрнберг              | 1983/84             | 34   | 12   | 1         | 0         | 0         | 0         | 0    | 0    | 35    | 12    |
| Нюрнберг              | Разом               | 34   | 12   | 1         | 0         | 0         | 0         | 0    | 0    | 35    | 12    |
| Рот-Вайс (Обергаузен) | 1984/85             | 35   | 29   | 1         | 1         | -         | -         | 0    | 0    | 36    | 30    |
| Рот-Вайс (Обергаузен) | 1985/86             | 15   | 7    | 1         | 2         | -         | -         | 0    | 0    | 16    | 9     |
| Рот-Вайс (Обергаузен) | Разом               | 50   | 36   | 2         | 3         | 0         | 0         | 0    | 0    | 52    | 39    |
| Вердер                | 1985/86             | 20   | 13   | 0         | 0         | 0         | 0         | 0    | 0    | 20    | 13    |
| Вердер                | 1986/87             | 30   | 8    | 2         | 0         | 2         | 0         | 0    | 0    | 34    | 8     |
| Вердер                | 1987/88             | 26   | 6    | 4         | 0         | 8         | 2         | 0    | 0    | 38    | 8     |
| Вердер                | 1988/89             | 28   | 6    | 4         | 4         | 4         | 1         | 1    | 1    | 37    | 12    |
| Вердер                | 1989/90             | 11   | 1    | 2         | 2         | 0         | 0         | 0    | 0    | 13    | 3     |
| Вердер                | Разом               | 115  | 34   | 12        | 6         | 14        | 3         | 1    | 1    | 142   | 44    |
| Всього за кар'єру     | Всього за кар'єру   | 607  | 330  | 50        | 40        | 16        | 3         | 1    | 1    | 674   | 374   |

## Титули і досягнення

### Командні
- Чемпіон ФРН: 1987/88
- Володар Суперкубка ФРН: 1988
- Фіналіст Кубку ФРН: 1988/89, 1989/90

### Індивідуальні
- Найкращий бомбардир другої Бундесліги: 1984/85 (29 голів)
- Найкращий бомбардир в історії дортмундської «Боруссії»: 158 голів
- Найкращий бомбардир дортмундської «Боруссії» в німецькій Бундеслізі: 135 голів
- Найкращий бомбардир в історії другої збірної ФРН: 8 голів